# سجن سركاجي
سجن سركاجي هو أحد أقدم وأشهر السجون الجزائرية كان يعرف بسجن «بربروس».
- يقع هذا السجن في أعالي العاصمة الجزائرية، وتبلغ طاقة استيعابه 3 آلاف سجين إلا أنه قد يحتضن ضعفهم. مر به عدد كبير من مناضلي الحركة الوطنية الجزائرية، وفيه كتب الشاعر الوطني مفدي زكرياء النشيد الوطني الجزائري (قسما). ومن أهم ما عرفه هذا السجن خلال الثورة التحريرية عملية الهروب التي تمت في 22 فيفري/شباط 1962 وقد أشرف عليها المناضل مصطفى فتال. ومن بين من شارك فيها عبد الرحمن حميدة. كما سجن به عناصر الجبهة الإسلامية للإنقاذ في تسعينات القرن الماضي. وقد شهد عصيانا في فيفري/شباط 1995 ذهب ضحيته أكثر من 100 من نزلائه من بينهم عدد من قيادات لجبهة. فكرت السلطات الجزائرية سنة 2005 في غلق هذا السجن واستبداله بسجن آخر أكبر. وهناك مطالبات بتحويله إلى متحف.

## شهداء المقصلة

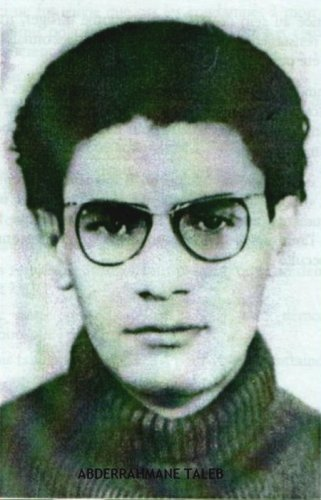
الشهيد عبد الرحمن طالب

- أحمد زبانة.
- فرناند إفيتون.
- أرزقي لوني.[3]
- عبد الرحمن طالب.
- محمد زواوي.
- السعيد زواوي.
- محند بن عالوة.
- محند بلمين.
- السعيد عيزوز.
- محمد تيفروين.
- أعمر معمري.
- بلقاسم أوزيري.
- محمد أودالحة.
- عبد القادر فراج.
- محمد لخنش.
- محمد ونوري.
- محمد مازيرة.
- السعيد بابوش.
- لزهر زرعي.
- حميدة راضي.
- بوعلام رحال.
- السعيد تواتي.
- مخلوف فراجي.
- عبد الرزاق حاحاد.
- جعفر لعبدي.
- محمد الصغير قاسم.
- بوعلام حسني.
- سعد كاتب.
- محمد سيدي يخلف.
- محمد بلعرج.
- حسن مدني.
- محمد عويسي.
- السعيد بن بلقاسم.
- عبد الرحمن قاب.
- شفيق ملزي.
- محمد بورنان.
- بشير لاناس.
- رابح لعرابي.
- محمد برفوشي.
- محمد فرحات.
- محمد بوسعدية.
- السعيد بهلول.
- عاشور شبلان.
- أحمد ساهل.
- معمر ساحلي.
- عبد القادر مكاوي.
- مولاي قابوب.
- علي مختاري.
- معمر عامر.
- أحمد بوزيدي.
- قويدر عبد الحق.
- مصطفى الصغير.
- محمد مجبر.
- عمار فرحات.
- سعيد غربي.
- بن يوسف مكركب.
- رابح جواتي.
- محمد عويسي.
- محمد قداش.
- السعيد سليماني.

## وصلات خارجية
- الفرار من «سركاجي» في فيفري 1962
- مجزرة سجن سركاجي فيفري 1995 نسخة محفوظة 5 أغسطس 2021 على موقع واي باك مشين.